# Xestoleberis punctata
Xestoleberis punctata is een mosselkreeftjessoort uit de familie van de Xestoleberididae. De wetenschappelijke naam van de soort is voor het eerst geldig gepubliceerd in 1949 door Tressler.